# Thom Barry
Thom Barry, né le 6 décembre 1950 à Cleveland (Ohio), est un acteur américain.

## Biographie
Il a été disc jockey à Cincinnati, dans les années 1980 avant de commencer sa carrière de comédien en commençant dans des publicités pour UPS ou Home Depot par exemple. Après plusieurs apparitions dans des séries télévisées et quelques figurations au cinéma, il obtient ses premiers seconds rôles dans Space Jam ou encore la série Urgences, à partir de 1996. Il prêtera également sa voix pour la série animée La Famille Delajungle et la série L'Incroyable Hulk.
Son physique imposant fait qu'il est souvent sollicité pour des rôles de détectives ou officiers.
En 2003, il est choisi pour jouer le rôle de l'inspecteur Will Jeffries, véritable mémoire vivante du service des affaires classées de la police criminelle de Philadelphie, l’homme sage et diplomate, dans la série Cold Case.

## Filmographie

### À la télévision
- 1995 : Martin — Homme d'entretien
- 1995 : La Vie à tout prix — Walter
- 1995 : Seinfeld — Tom (saison 7, épisode  5)
- 1995 : Space 2063 — Chef mécanicien
- 1995 : Le Prince de Bel-Air — Policier
- 1996 : Le Client (en) — Juge
- 1996 : Urgences — T-Ball
- 1996 : Dangerous Minds (en) — John Raye
- 1996 : Common Law — Charlie
- 1996 : Babylon 5 — Employé de la maintenance
- 1996 : Living Single (en) — Mark
- 1996 : L'Incroyable Hulk — SHIELD Agent Gabriel Jones
- 1997 : Beyond Belief: Fact or Fiction (en) — Cal
- 1997 : Diagnostic : Meurtre — Capitaine Phil Bryant
- 1997 : Alien Nation: The Udara Legacy (en) — Moore
- 1997 : New York Police Blues — Barman
- 1997 : Spécial OPS Force — Chef Moret
- 1998 : Profiler — Gouverneur de l'Ohio
- 1998 : JAG — Juge militaire
- 1998 : Guys Like Us (en) — Franklin Harris
- 1999 : Le Flic de Shanghaï — Ralph Poland
- 1999-2000 : La Famille Delajungle — Doublage
- 1999-2003 : The Practice : Bobby Donnell et Associés — Juge Watson
- 1999-2003 : À la Maison-Blanche — Député Mark Richardson
- 2000 : Le Caméléon — Leonard
- 2000 : La Famille Green — Détective Oberg
- 2000 : Associées pour la loi
- 2001 : The Education of Max Bickford (en) — Garvis
- 2002 : Any Day Now (en) — Lyle Wakefield
- 2002 : FBI : Portés disparus — Frankie
- 2003-2010 : Cold Case : Affaires classées — Will Jeffries
- 2004 : Larry et son nombril — Starter de Golf
- 2008 - 2009 : Crash — Captain Tucker (saison 1, épisodes 1, 10 et 12)
- 2010 : Outlaw (en)
- 2011 : Dr House — Dr Sykes (saison 8, épisode 1)

### Au cinéma
- 1995 : Le Président et Miss Wade de Rob Reiner — Guard
- 1995 : White Man de Desmond Nakano — Propriétaire
- 1995 : Apollo 13 de Ron Howard — Garçon de salle
- 1995 : Congo de Frank Marshall — Samahani
- 1996 : Les Fantômes du passé de Rob Reiner — Bennie Thompson
- 1996 : Space Jam — James Jordan
- 1996 : Prof et Rebelle (High School High) de Hart Bochner — Un professeur
- 1996 : Independence Day de Roland Emmerich — Technicien #2 du SETI
- 1997 : Justicier d'acier (Steel) de Kenneth Johnson — Sergent Marcus
- 1997 : Air Force One de Wolfgang Petersen — un officier de surveillance de Ramstein
- 1997 : Émeutes à Los Angeles (Riot) (1997) — Fred Baker
- 1998 : Major League: Back to the Minors de John Warren — Frank 'Pops' Morgan
- 2000 : The Expendables (en) — Tyler
- 2000 : L'Enfer du devoir de William Friedkin — Général West, chef de l'État major
- 2001 : Fast and Furious de Rob Cohen — Agent Bilkins
- 2002 : Action Force (The President's Man: A Line in the Sand) — Général Gates
- 2003 : 2 Fast 2 Furious de John Singleton — Agent Bilkins
- 2004 : Time Out de Xelinda Yancy — Principal Benson
- 2007 : The Mannsfield 12 de Craig Ross Jr. — Officier Evans
- 2007 : Love... & Other 4 Letter Words de Steven Ayromlooi — Présentateur
- 2013 : Texas Chainsaw 3D de John Luessenhop : le shérif Hooper